# Nancy Charest
Pour les articles homonymes, voir Charest.
Nancy Charest, née le 28 novembre 1959 et morte le 1er mars 2014 à Matane, est une femme politique, avocate et fiscaliste québécoise. Elle a été députée du Parti libéral à l'Assemblée nationale du Québec de 2003 à 2007. Elle représentait la circonscription de Matane.

## Biographie
Née à Matane, elle obtient en 1983 un baccalauréat en droit de l'Université Laval et en 1984 elle devient membre du Barreau du Québec. Elle commence sa carrière à titre d'avocate au bureau d'aide juridique à Chandler, ensuite elle devient avocate au ministère de l'Agriculture, des Pêcheries et de l'Alimentation. En 1986 elle se lance dans le droit fiscal au sein d'un cabinet d'avocat et plus tard elle deviendra responsable de la fiscalité auprès d'une firme de comptables de la région de Laval. De 1989 à 2002 elle enseigne la fiscalité, soit à l'école des Hautes études Commerciales, soit à l'Université Laval ou bien à l’Association de planification fiscale et financière. En 1991 et jusqu'à son élection elle est la première directrice principale au département de succession et fiducie chez KPGM à Montréal.
Lors de l'élection générale québécoise de 2003, elle est élue députée de Matane. Au cours de son mandat, elle est adjointe parlementaire aux ministres de la Justice et des Finances. Lors de l'élection générale québécoise du 26 mars 2007, elle est défaite face au candidat du Parti québécois Pascal Bérubé par 213 voix.
Le jeudi 11 septembre 2008, elle annonce sa candidature pour le Parti libéral du Canada dans le comté de Haute-Gaspésie-La Mitis-Matane-Matapédia. Elle est candidate aux élections fédérales de 2008 et de 2011, mais fut alors incapable de regagner un poste électif.
Elle est récipiendaire, en 2005, de la Médaille de l'Assemblée nationale.
Le 1er mars 2014, elle est trouvée morte le long de la route 195 dans des circonstances non élucidées à l'âge de 54 ans.

## Fonctions politiques et ministérielles
- Adjointe parlementaire au ministre de la Justice
- Adjointe parlementaire au ministre des Finances du 21 mai 2003 au 2 mars 2005
- Membre de la Commission des Finances publiques 2003-2007
- Membre de la Commission des Institutions 2003-2007
- Membre de la Commission de l'Administration publique 2004-2005